# Stade Municipal (Yverdon-les-Bains)
Stade Municipal – stadion piłkarski w Yverdon-les-Bains, w Szwajcarii. Może pomieścić 8200 widzów. Na obiekcie swoje spotkania rozgrywają piłkarze klubu Yverdon-Sport FC. Stadion był jedną z aren kobiecych Mistrzostw Europy U-19 w 2018 roku.